# Saraca schmidiana
Saraca schmidiana là một loài thực vật có hoa trong họ Đậu. Loài này được J.E.Vidal miêu tả khoa học đầu tiên.